# Podem
Podem (en castellà: Podemos) és un partit polític espanyol creat el gener de 2014 i inscrit l'11 de març del mateix any com a partit en el Registre de Partits Polítics del Ministeri de l'Interior d'Espanya. El lidera Ione Belarra Urteaga des del 13 de juny de 2021 quan va rellevar el professor de ciències polítiques i analista polític Pablo Iglesias Turrión.

## Història

### Creació
L'origen de Podemos es troba en el manifest Moure fitxa: convertir la indignació en canvi polític, presentat el cap de setmana del 12 i 13 de gener de 2014 i difós per la publicació digital publico.es, que signaven una trentena d'intel·lectuals, personalitats de la cultura, del periodisme i de l'activisme social i polític, entre els quals es trobaven Juan Carlos Monedero, professor de Ciència Política a la Universitat Complutense de Madrid (UCM); l'actor Alberto San Juan; Jaime Pastor Verdú, professor de Ciències Polítiques a la UNED; l'escriptor i filòsof Santiago Alba Rico; el sindicalista de la Corriente Sindical de Izquierda Cándido González Carnero, o Bibiana Medialdea, professora d'Economia Aplicada a la UCM. En aquest manifest s'expressava la necessitat de crear una candidatura que concorregués a les eleccions europees de maig del mateix any, amb l'objectiu d'oposar-se des de postures d'esquerra a les polítiques de la Unió Europea per gestionar la crisi econòmica. Encara que no era un dels signants del manifest, el 14 de gener es va anunciar que el professor de Ciència Política de la UCM i analista polític Pablo Iglesias encapçalaria el moviment.
L'incipient moviment estava articulat pel partit Esquerra Anticapitalista, que havia esbossat en la seva documentació interna el manifest Moure fitxa, dissenyant les fases per al llançament del nou moviment i avançant com a factor determinant per a l'èxit de la iniciativa «La presència d'una sèrie de personalitats amb projecció mediàtica com a cara pública del projecte». Entre els punts programàtics ressaltats per Iglesias es trobaven la derogació de l'article 135 de la Constitució Espanyola (que havia estat reformat el setembre 2011 per iniciativa del president del Govern José Luis Rodríguez Zapatero amb el suport de PSOE i PP); l'aplicació plena de l'article 128 de la Constitució («Tota la riquesa del país en les seves diverses formes, i sigui quina sigui la titularitat, resta subordinada a l'interès general»), ja que segons Iglesias no s'estava complint; mantenir el caràcter públic de l'educació i la sanitat; pujada de salaris i reindustrialització; creació d'un parc d'habitatge públic i aplicació retroactiva de la dació en pagament; i l'oposició a una reforma restrictiva de la llei de l'avortament. També reclamaven la derogació de les lleis d'estrangeria, la sortida d'Espanya de l'OTAN i es pronunciaven a favor que Catalunya decidís sobre la seva independència.

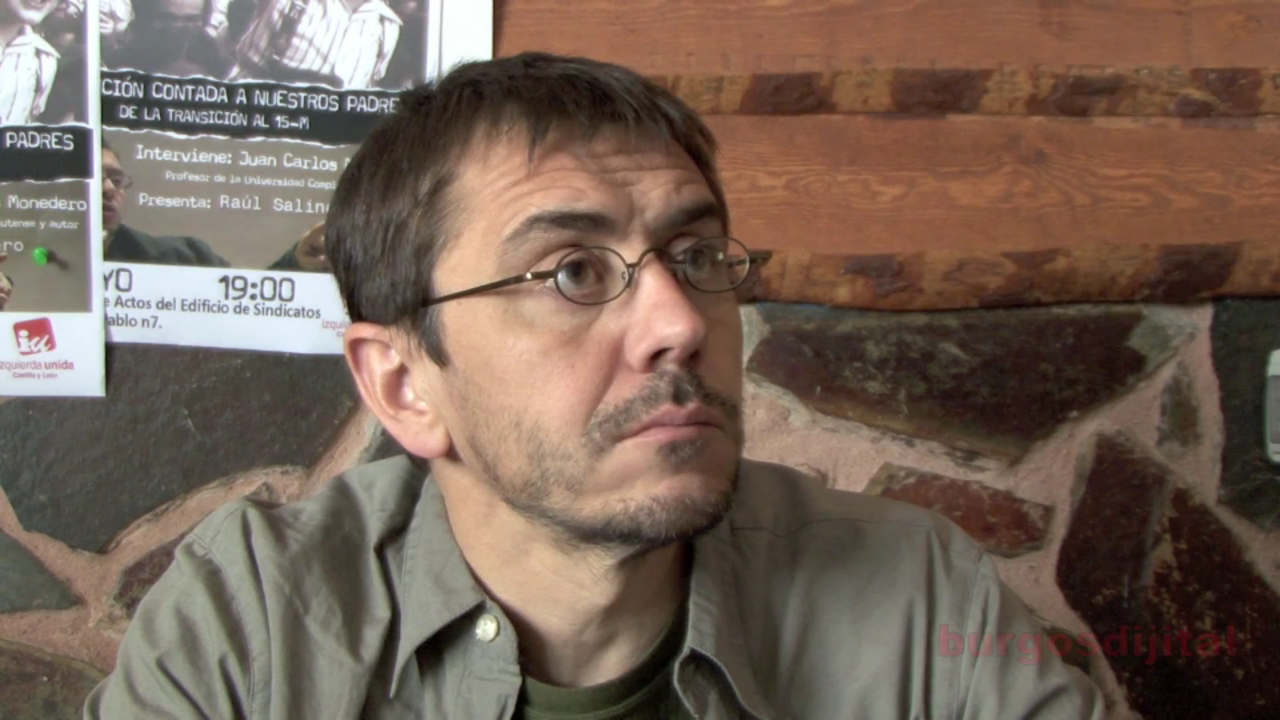
Juan Carlos Monedero, un dels promotors de Podemos

El moviment Podemos es va presentar oficialment el 16 de gener de 2014 al Teatro de Barrio, del barri de Lavapiés de Madrid. Es va donar una roda de premsa on van acudir centenars de persones i en què van intervenir, entre d'altres, Pablo Iglesias; Juan Carlos Monedero; la sindicalista de USTEA, activista de la Marea Verda i militant d'Esquerra Anticapitalista Teresa Rodríguez; la psiquiatra i membre de la Marea Blanca, Ana Castaño; l'analista i investigador Íñigo Errejón i l'activista social Miguel Urbán, cap de llista per Madrid per Esquerra Anticapitalista a les eleccions generals de 2011. El seu objectiu fonamental va ser oposar-se a les retallades socials que s'estaven duent a terme a conseqüència de la crisi econòmica que travessava Espanya.
Per continuar endavant amb el projecte i presentar-se a les eleccions europees del maig del mateix any, els impulsors es van imposar tres condicions: que rebessin el suport d'almenys 50.000 persones a la web de la formació; que tant les candidatures com el programa polític del projecte es confeccionessin mitjançant participació oberta; i que es busqués la unitat amb altres partits i moviments d'esquerra, com Esquerra Unida, la Candidatura d'Unitat Popular, el Partit X, el Sindicat Andalús de Treballadors (SAT), Anova o les marees ciutadanes. Els promotors del projecte van assegurar haver obtingut les signatures en menys de 24 hores.

### Eleccions al Parlament Europeu de 2014
Formació de la candidatura
Des de la seva presentació, Podemos va mostrar la seva disposició a formar una candidatura unitària amb altres partits d'esquerra i contraris a les retallades. El 4 de febrer, la Xarxa Ciutadana Partit X va anunciar la seva intenció de donar suport tecnològic a Podemos perquè aquest desenvolupés la seva metodologia de participació ciutadana per conformar el seu programa electoral. No obstant això, Partit X va indicar també que, encara que ambdues propostes representaven una «ruptura amb l'actual model de partits», la col·laboració no implicava la creació d'una llista conjunta.
El 24 de febrer de 2014, Podemos i Esquerra Unida es van reunir amb l'objectiu d'explorar una candidatura unitària. La reunió va constatar coincidències entre les dues formacions, però també la discrepància entre els mètodes de conformació de la candidatura electoral. Mentre que Podemos advocava per celebrar primàries obertes, Esquerra Unida va preferir donar protagonisme a cada un dels partits que formessin part de la candidatura. També van produir-se converses amb Alternativa Sí se puede por Tenerife. Així mateix, Anova va expressar la possibilitat de pactar, entre d'altres, amb Podemos per concórrer a les eleccions europees.
Les diferents possibilitats no van arribar a concretar-se. Amb Esquerra Unida, les diferències quant a la manera d'elaborar una possible candidatura conjunta van ser insalvables i, encara que IU va mantenir la possibilitat d'acord, Podemos va rebutjar finalment aquesta opció. Alternativa Sí se puede por Tenerife, tot i que «va valorar de forma especial» l'aparició de Podemos, va decidir no presentar-se a les eleccions i no demanar el vot per a cap candidatura concreta. Anova, per la seva banda, va preferir pactar amb Esquerra Unida, el seu soci a Alternativa Galega de Esquerda.
Després del fracàs, Podemos va anunciar la seva intenció de presentar-se en solitari duent a terme un procés de primàries, obertes a no militants i de forma presencial i digital. Prèviament, l'11 de març, Podemos es va inscriure formalment com a partit polític en el Registre de Partits Polítics del Ministeri de l'Interior d'Espanya, encara que la formació va afirmar que es tractava simplement d'un formalisme per concórrer a les eleccions —un partit necessitava molts menys avals que una agrupació d'electors per concórrer a les europees— i que «no som un partit». El procés de primàries va tenir lloc durant cinc dies (finals de març-principis d'abril) en què, segons les xifres proporcionades pels organitzadors, haurien participat unes 33.000 persones. Els candidats havien de ser avalats per algun dels anomenats «Cercles Podemos» (Círculos Podemos) per poder concórrer-hi. Pablo Iglesias va resultar elegit com a cap de llista, amb més d'un 60% de suports. El segon lloc el va ocupar Teresa Rodríguez, sindicalista i membre d'Esquerra Anticapitalista, i el tercer l'exfiscal anticorrupció Carlos Jiménez Villarejo, qui no obstant va declarar que concorria «per impulsar el partit» i que «en cap cas anirà al Parlament Europeu encara que surti elegit». Els van seguir Lola Sánchez, aturada; i Pablo Echenique, investigador del CSIC. Tot i no tenir afiliació internacional, van expressar la seva intenció de donar suport a Alexis Tsipras, candidat del Partit de l'Esquerra Europea, com a president de la Comissió Europea.
Campanya

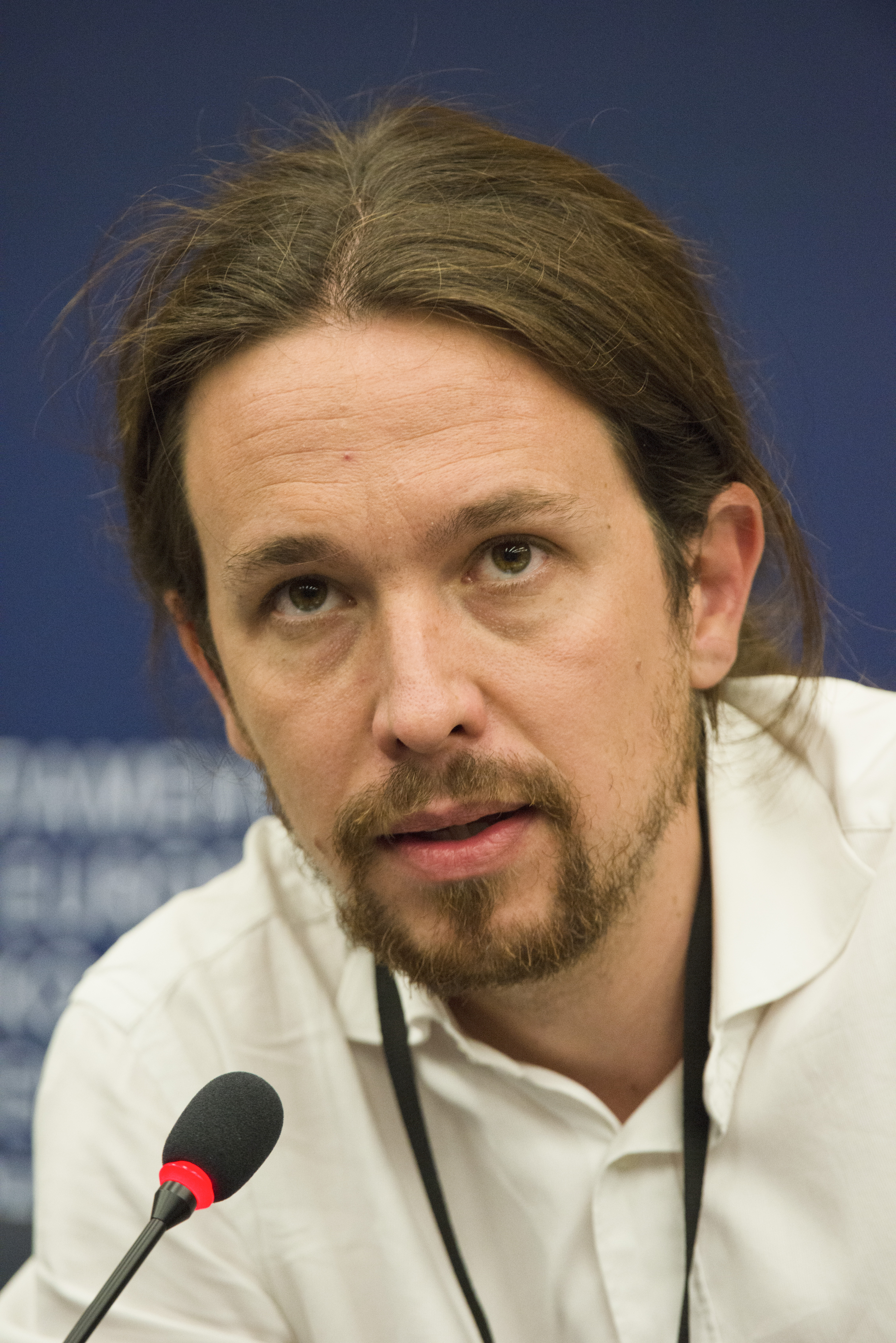
Pablo Iglesias al Parlament Europeu.

D'acord amb els requisits establerts per la legislació electoral espanyola, els partits sense representació electoral havien d'obtenir 15.000 avals per poder concórrer a les eleccions europees. Una setmana abans del final del termini, Podemos va assegurar haver obtingut els avals necessaris. L'únic partit que va donar suport explícitament la candidatura de Podemos va ser Esquerra Anticapitalista.
Les enquestes presentades durant la campanya van situar a Podemos al llindar d'obtenir representació, ja que mentre que algunes sí que li donaven escons, altres no ho feien. En l'enquesta del Centre d'Investigacions Sociològiques (CIS), la candidatura va obtenir una estimació de vot de l'1,8% i un escó. Era una de les vuit úniques formacions que obtindrien representació, segons el CIS, i l'única de les formacions creades per presentar-se a aquests comicis.
Les polèmiques relacionades amb la candidatura van ser les relatives a Jorge Verstrynge i al logotip de Podemos. Verstrynge, antic secretari general d'Alianza Popular, que després va evolucionar cap a posicions d'esquerra, va ser convidat pel seu col·lega Pablo Iglesias —tots dos són professors a la Universitat Complutense de Madrid— a participar en un acte del partit. Des de dins de l'organització es va criticar la seva participació, per entendre que la seva postura amb relació a la immigració no hi tenia cabuda. Finalment, Verstrynge no va participar en cap acte. D'altra banda, Podemos va triar la cara de Pablo Iglesias com a logotip per a les paperetes electorals, cosa que va suscitar crítiques a les xarxes socials. El grup promotor va justificar la mesura dient que els seus propis estudis i les enquestes publicades en els mitjans de comunicació indicaven que Pablo Iglesias era molt més conegut pels ciutadans que el mateix partit i que per això la seva imatge era escollida puntualment per aquestes eleccions.
Resultats
Després d'aconseguir un 7,93% dels vots i 5 escons, l'aparició de Podemos es va convertir per a diversos mitjans en una de les «sorpreses» de les eleccions. Va obtenir els seus millors resultats, per sobre del 10%, a Astúries, Balears, Canàries i Madrid.

### Primera assemblea
L'Assemblea constituent del partit va tenir lloc del 15 de setembre al 15 de novembre de 2014, i s'hi van fixar els principis ètics i organitzatius de la formació i es va triar Pablo Iglesias com a líder de la formació.
En l'Assemblea Ciutadana, Podem va aprovar no presentar-se amb el seu nom a les eleccions municipals del maig de 2015, sinó formar plataformes ciutadanes i agrupacions d'electors amb la participació dels cercles locals. Amb aquesta decisió van deixar clara la intenció de centrar-se en la campanya de les eleccions generals i la seva prudència respecte a la possibilitat de governar sense tenir un mecanisme ferm de partit que permeti controlar les candidatures municipalistes i autonòmiques. També va reduir la presència dels líders més reconeguts, com Íñigo Errejón o Iglesias, als mitjans de comunicación per evitar la sobreexposició. No obstant això, la presentació del document marc del programa econòmic i la manifestació multitudinaria a Madrid el 31 de gener denominada Marcha del Cambio van tenir una importància mediàtica considerable.

### Eleccions autonòmiques i municipals de 2015

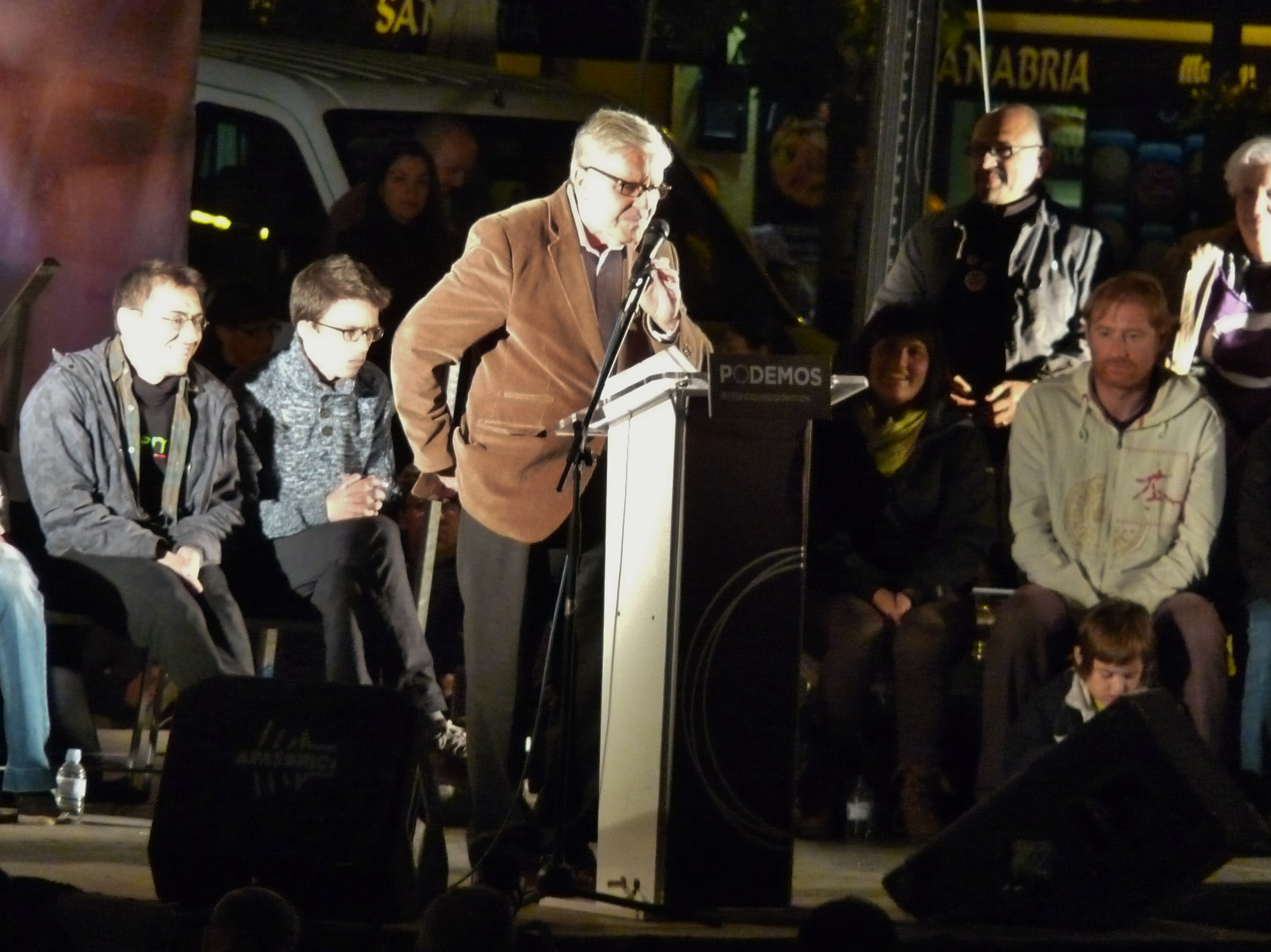
Carlos Jiménez Villarejo en l'acte de fi de campanya

El baròmetre del CIS d'aquest últim mes col·locava al partit com a segona força en estimació de vot, quedant per darrere del PP i per sobre del PSOE. Aleshores, Podem va començar a retrocedir en les enquestes des dels seus màxims de desembre, i al març va obtenir els seus primers resultats en unes eleccions autonòmiques: les eleccions al Parlament d'Andalusia, la campanya de les quals van finançar amb microcrèdits.
| Data de les eleccions | Àmbit                 | Candidata        | Vots    | % de vots | Escons      | Posició |
| --------------------- | --------------------- | ---------------- | ------- | --------- | ----------- | ------- |
| 22 de març            | Parlament d'Andalusia | Teresa Rodríguez | 590.011 | 14,84 %   | 15 (de 109) | 3ª      |

Resultats per comunitat autònoma

Després de les eleccions al Parlament d'Andalusia, Podem va iniciar una campanya de micromecenatge per aconseguir diners amb el qual sufragar les seves pròpies enquestes. El 30 d'abril Juan Carlos Monedero va dimitir de la direcció del partit a causa de la persecució dels mitjans de comunicació de masses amb motiu de la presentació d'una declaració complementària d'hisenda. Monedero va criticar algunes de les decisions que va prendre la cúpula de Podem que, assegurava, «s'allunyen del subjecte inicial que vam plantejar».
Els seus resultats (comptabilitzant un total d'1.796.930 sufragis en les tretze comunitats on es van celebrar eleccions, que la van convertir en la tercera força política més votada en aquests comicis) van ser els següents:
| Data de les eleccions | Àmbit                                  | Candidat/a           | Vots    | % de vots | Escons      | Posició |
| --------------------- | -------------------------------------- | -------------------- | ------- | --------- | ----------- | ------- |
| 24 de maig            | Corts d'Aragó                          | Pablo Echenique      | 135.554 | 20.51%    | 14 (de 67)  | 3ª      |
| 24 de maig            | Junta General del Principat d'Astúries | Emilio León          | 102.178 | 19.02%    | 9 (de 45)   | 3ª      |
| 24 de maig            | Parlament de les Illes Balears         | Alberto Jarabo       | 62.868  | 14.69%    | 10 (de 59)  | 3ª      |
| 24 de maig            | Parlament de Canàries                  | Noemí Santana        | 132.159 | 14.53%    | 7 (de 60)   | 4ª      |
| 24 de maig            | Parlament de Cantàbria                 | José Ramón Blanco    | 28.272  | 8.83%     | 3 (de 35)   | 4ª      |
| 24 de maig            | Corts de Castella-la Manxa             | José García Molina   | 106.565 | 9.73%     | 2 (de 33)   | 3ª      |
| 24 de maig            | Corts de Castella i Lleó               | Juan Pablo Fernández | 163.637 | 12.10%    | 10 (de 84)  | 3ª      |
| 24 de maig            | Assemblea d'Extremadura                | Álvaro Jaén Barbado  | 50.873  | 7.99 %    | 6 (de 65)   | 3ª      |
| 24 de maig            | Assemblea de Madrid                    | José Manuel López    | 587.949 | 18.59 %   | 27 (de 129) | 3ª      |
| 24 de maig            | Assemblea Regional de Múrcia           | Óscar Urralburu Arza | 83.133  | 13.15 %   | 6 (de 45)   | 3ª      |
| 24 de maig            | Parlament de Navarra                   | Laura Pérez Ruano    | 45.848  | 13.71 %   | 7 (de 50)   | 4ª      |
| 24 de maig            | Parlament de La Rioja                  | German Cantabrana    | 18.298  | 11.22 %   | 4 (de 33)   | 3ª      |
| 24 de maig            | Corts Valencianes                      | Antonio Montiel      | 279.596 | 11.23%    | 13 (de 99)  | 5ª      |

El 27 de setembre de 2015 es van celebrar les eleccions al Parlament de Catalunya. Aquestes eleccions tenien la peculiaritat de què eren presentades per part dels grups sobiranistes com un plebiscit sobre la Independència de Catalunya. Podem es va presentar juntament amb Iniciativa per Catalunya Verds - Esquerra Unida i Alternativa (ICV-EUiA) i Equo en la candidatura Catalunya Sí que es Pot, la qual es va posicionar en contra de la secessió però a favor de un referéndum. Va obtenir 11 diputats, dels quals 4 pertanyen a Podem.
| Data de les eleccions | Àmbit                  | Candidat/a   | Vots    | % de vots | Escons     | Posició |
| --------------------- | ---------------------- | ------------ | ------- | --------- | ---------- | ------- |
| 27 de setembre        | Parlament de Catalunya | Lluís Rabell | 366.494 | 8,94 %    | 4 (de 135) | 4ª      |

### Primers intents de confluència de l'esquerra
Com a resposta a la divisió dels moviments d'esquerra la plataforma social Unitat Popular en Comú va intentar la confluència de totes les organitzacions de cara a crear una candidatura única per a les eleccions generals espanyoles de 2015, però Podem va rebutjar a integrar-se en aquest moviment, i finalment es va formar la coalició Unitat Popular amb Esquerra Unida, Unitat Popular en Comú, Chunta Aragonesista, Izquierda Asturiana, Batzarre, Construint l'Esquerra-Alternativa Socialista, Segoviemos i Esquerra Castellana. Podem es va consolidar, i amb la confluència d'En Marea, Compromís i En Comú Podem van aconseguir 69 escons, mentre Unitat Popular en va obtenir dos, sent la cinquena força més votada.

### La guerra bruta contra Podem
Segons detalla el jutge de l'Audiència Nacional Santiago Pedraz en un informe remès per la Unitat d'Afers Interns del Cos Nacional de Policia, el govern del Partit Popular de Mariano Rajoy Brey va emprar els recursos de les clavegueres de l'Estat al servei del Ministeri de l'Interior per practicar la guerra bruta filtrar als mitjans de comunicació i desprestigiar davant l'opinió pública el partit polític. La brigada política del Ministeri de l'Interior va efectuar centenars de cerques d'almenys 55 dels 69 diputats del partit entre el 2015 i el 2016 per trobar qualsevol dada que pogués perjudicar o incriminar els representants de Podem.

### Caiguda de suport
Podem va formar la coalició Adelante Andalucía amb Izquierda Unida-Los Verdes-Convocatoria por Andalucía, Izquierda Andalucista i Primavera Andaluza per presentar-se a les Eleccions al Parlament d'Andalusia de 2018.
Íñigo Errejón va abandonar la formació per donar suport a Manuela Carmena, que va crear una nova plataforma anomenada Més Madrid per a optar a la reelecció a l'alcaldia el 2019 i va encapçalar la llista a les eleccions a l'Assemblea de Madrid de 2019, en les que Podemos va decidir competir en lloc de convergir. El març de 2019, amb l'anunci de la renúncia de Pablo Bustinduy a encapçalar la llista d'Unidas Podemos per a les eleccions al Parlament Europeu per incorporar-se a Mas Madrid, Podem va anunciar que María Eugenia Rodríguez Palop ocuparia el seu lloc.
Amb el resultat de les eleccions generals espanyoles d'abril de 2019, la coalició Unides Podem, que havia passat a ser quarta força amb 42 escons, va esdevenir imprescindible per la governabilitat, i Podem, la força majoritària de la coalició va plantejar al PSOE la necessitat d'un Govern de coalició amb ministres de la coalició per posar en marxa les mesures acordades mentre Esquerra Unida, liderada per Alberto Garzón apostava per recolzar la investidura de Pedro Sánchez negociant un programa comú que es controlaria des del Congrés dels Diputats. El PSOE va fer una oferta a la baixa a Unides Podem, i les negociacions van fracassar coalició d'esquerres no reeixí a l'hora de nomenar un cap de govern repetint-se automàticament les eleccions mig any més tard d'acord amb la llei electoral.
Les eleccions autonòmiques del 26 de maig de 2019, en les que el partit es va presentar en la coalició Unides Podem, van donar uns mals resultats a la Comunitat de Madrid encapçalat per Isabel Serra, on fou desbancat per Més Madrid, i a les Corts Valencianes i van suposar la pèrdua de la representació a diversos territoris i la possibilitat de reeditar els governs de Balears, Comunitat Valenciana, Canàries, Aragó i La Rioja. En canvi, a les eleccions europees celebrades el mateix dia la coalició va obtenir més de 2.225.000 vots, el 10% del total i va aconseguir 6 escons, que es van integrar en L'Esquerra en el Parlament Europeu tret d'Ernest Urtasun que ho va fer al grup Els Verds/Aliança Lliure Europea, del què es va convertir en vicepresident.

### Govern de coalició amb el PSOE (2019-2023)
A les eleccions generals espanyoles de novembre de 2019, Podem va formar la coalició Unides Podem amb Esquerra Unida, i gràcies al Pacte dels Sis, la coalició i el PSOE van poder formar el primer govern de coalició des de la Segona República Espanyola, encapçalat per Pedro Sánchez amb dos ministres de Podem, Irene Montero (Igualtat) i Pablo Iglesias (Drets Socials i Agenda 2030), que a més seria vicepresident segon del govern. Iglesias va deixar els càrrecs per ser el candidat de Podem a les eleccions a l'Assemblea de Madrid de 2021 i la vicepresidència recaigué en la ministra de Treball Yolanda Díaz, que acabava d'abandonar Esquerra Unida, i el ministeri en Ione Belarra, de Podem.
A les eleccions a la Comunutat de Madrid, Podem va millorar els resultats de les eleccions a l'Assemblea de Madrid de 2019 aconseguint 261.000 votos, 10 escons i un 7,2% dels vots, sent cinquena força, però el 4 de maig de 2021 Pablo Iglesias va dimitir després que els partits de dretes sumessin majoria absoluta a les eleccions a l'Assemblea de Madrid, i la quarta assemblea ciutadana de Podem, convocada el 12 de juny va nomenar Ione Belarra com la nova secretària general del partit.
A principis de 2022, algunes decisions de Podem no tenien el suport de Yolanda Díaz i aquesta va decidir separar-se'n impulsant el Moviment Sumar amb altres líders polítiques com Mónica Oltra, Ada Colau, Fátima Hamed i Mónica García
Després de patir un retrocés electoral considerable a les eleccions municipals i autonòmiques del 28 de maig de 2023, Podem concorre a les eleccions generals del 23 de juliol de 2023, convocades anticipadament pel president Pedro Sánchez, integrat en la coalició electoral Sumar que encapçalava Yolanda Díaz amb 19 formacions polítiques, com Moviment Sumar o Esquerra Unida, amb un paper destacat ocupant diversos primers llocs, però perdent part de la seva independència política i rellevància prèvia, i renunciant a figures del partit com Irene Montero i Pablo Echenique, obtenint 5 diputats dels 31 obtinguts en total per la coalició.
El partit ha vist com nombroses informacions falses i causes judicials s'obrien en contra seu per soscavar la seva imatge, com l'informe PISA, el cas Neurona, el cas mainadera, el finançament de Veneçuela o d'Iran, la caixa B, el cas de Dina Bousselham, la financiació de la seu, el cas de Victoria Rosell, l'assistent de Pablo Echenique, la declaració d'hisenda de Juan Carlos Monedero, les inexistents agressions a policies d'Isabel Serra o Alberto Rodríguez, i en la majoria dels casos van quedar arxivats després d'haver acabat amb la carrera política dels acusats.

### Pas al grup mixt i sortida del govern de coalició
En setembre Podem va prohibir la doble militància dels seus membres per tractar de frenar que els seus càrrecs formessin part de Moviment Sumar, i el 5 de desembre de 2023, setmanes després de la formació d'un govern de coalició entre PSOE i la coalició Sumar però sense càrrecs ministerials per a Podem, i després de mesos de tensions entre les diferents formacions, Podem va trencar relacions de forma definitiva amb Sumar i els seus 5 diputats van passar a integrar-se al Grup Mixt. El 26 de gener de 2024, la secretària d'organització Lilith Verstrynge va dimitir de tots els seus càrrecs i va abandonar la seva acta de diputada al Congrés, i aquest escó va passar a formar part de Moviment Sumar. i Pablo Fernández fou escollit com a nou secretari d'organització del partit.
Elkarrekin Podemos i Sumar van estudiar presentar-se plegats a les eleccions al Parlament Basc de 2024 però finalment van optar per fer-ho per separat, i Podemos Euskadi va repetir candidatura amb Miren Gorrotxategi però el partit no va aconseguir representació. Per a les eleccions al Parlament de Catalunya de 2024 la formació no va repetir la coalició En Comú Podem-Podem en Comú amb Catalunya en Comú i Sumar, i Conchi Abellán es va presentar com a cap de llista, però finalment Podem va decidir no presentar-se.
A les eleccions al Parlament Europeu de 2024 va obtenir tres escons quedant frec a frec amb la coalició Sumar de Yolanda Díaz. El partit va integrar-se en L'Esquerra en el Parlament Europeu, i Irene Montero es va postular al càrrec de presidenta del Parlament Europeu, sent derrotada amb comoditat en primera volta per la conservadora maltesa Roberta Metsola.
El 12 d'abril de 2025 la cinquena assemblea del partit, celebrada a Madrid va marcar-se l'objectiu de tornar a ser el referent a l'esquerra del PSOE i rebutjà la proposta d'acostament que Yolanda Díaz ha adreçat diverses vegades des de Sumar, i va reelegir Ione Belarra com a líder amb un 90% de suports i Irene Montero de número dos.

## Resultats electorals
| 2015         | Amb EC–EEM–EM  | 42 / 350(de 69 diputats) | N/D  | 9 / 208(de 16 senadors) | N/D | Pablo Iglesias Turrión | Eleccions anticipades |
| 2016         | Unidos Podemos | 45 / 350(de 71 diputats) | 3    | 8 / 208(de 16 senadors) | ▼ 1 | Pablo Iglesias Turrión | Oposició              |
| 2016         | Unidos Podemos | 45 / 350(de 71 diputats) | 3    | 8 / 208(de 16 senadors) | ▼ 1 | Pablo Iglesias Turrión | Suport (2018)         |
| 2019 (Abril) | Unidas Podemos | 33 / 350(de 42 diputats) | ▼ 12 | 0 / 208(cap senador)    | ▼ 8 | Pablo Iglesias Turrión | Eleccions anticipades |
| 2019 (Nov.)  | Unidas Podemos | 26 / 350(de 35 diputats) | ▼ 7  | 0 / 208(cap senador)    | =   | Pablo Iglesias Turrión | Coalició (PSOE–UP)    |
| 2023         | Sumar          | 5 / 350(de 32 diputats)  | ▼ 21 | 0 / 208(un senador)     | =   | Yolanda Díaz           | Suport                |

## Espectre polític

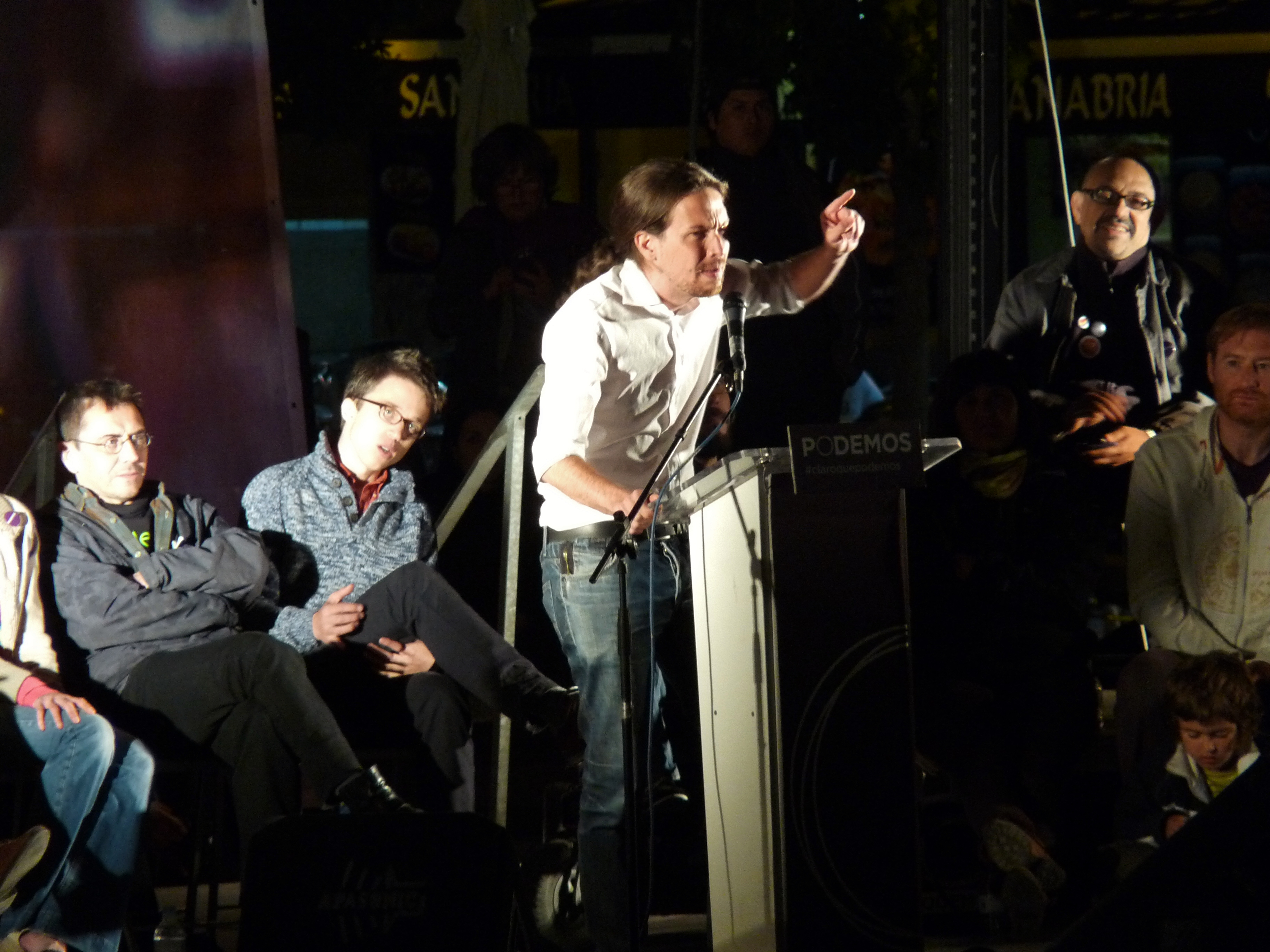
Pablo Iglesias en l'acte de final de campanya de Podemos per a les eleccions europees de 2014, celebrat el 23 de maig a Madrid

En diferents mitjans de comunicació i de premsa s'ha ubicat i definit Podemos de diferents formes, depenent de la línia editorial del mitjà. El partit ha estat col·locat a l'esquerra política per les agències de notícies Reuters i Associated Press, i com una formació d'«extrema esquerra» pel Financial Times i pel diari espanyol ABC (aquest últim amb relació a la presentació de Jiménez Villarejo a les primàries del partit). A The Wall Street Journal es va descriure com un partit d'«esquerra» amb una base política d'extrema esquerra similar a la de SÍRIZA, mentre que The Economist afirma que «com a resultat de l'enuig dels espanyols amb els seus polítics per l'alt nivell d'atur i l'austeritat, Espanya té el seu propi equivalent Podemos del partit grec d'extrema esquerra, Síriza». L'anàlisi de The New York Times defineix Podemos com un partit «antiestablishment, antiausteritat, profundament juvenil i fonamentat a Internet». Citant Thomas Bernd Stehling, director per a Espanya i Portugal de la Fundació Konrad Adenauer, afirma que «la veritable sorpresa no és l'èxit de Podemos, sinó el fet que hagi estat necessari tant de temps perquè un partit alternatiu hagi aprofitat la desil·lusió i la frustració amb el fracàs dels dos grans partits tradicionals a l'hora de donar respostes als problemes d'una generació perduda». Per la seva banda, Vicente Palau, de la Fundació Alternatives, un think tank vinculat al PSOE, va afirmar que Podemos podria tenir «efectes molt beneficiosos en termes de regeneració del sistema democràtic espanyol», encara que corria el perill de «lliscar cap al populisme i la demagògia, com ha succeït amb Beppe Grillo i el seu Moviment 5 Estrelles a Itàlia». Tant The Economist com The New York Times van relacionar l'èxit de Podemos amb els indignats i el moviment 15-M. Per a la BBC, es tractaria d'un partit «d'esquerra i antiausteritat», i populista.
El diari digital Público va esmentar abans dels comicis europeus que el partit constituïa «un nou front» en el panorama de l'esquerra. A El País, l'assagista i escriptor Jordi Gracia García va contrastar «demandes maximalistes (de molt fantasiós compliment)» amb «exigències compartides àmpliament per la ciutadania [com] la restitució del decòrum ètic i social de l'Estat a través d'un paquet de reformes legislatives, constitucionals, que reprimeixi els excessos i omissions de partits i institucions i forci un canvi en el funcionament ordinari del poder polític» i va atribuir el seu èxit al «descrèdit que l'esquerra política ha conquerit entre una classe mitjana que no ha cremat un contenidor en la seva vida, que no té edat per saltar tanques, que no porta dessuadores amb caputxa però que cada vegada se sent més impotent i més carregada de raons».

## Organització
Podem s'organitza reticularment a través de diferents estructuracions territorials i d'ordre superior.

### Assemblea Ciutadana
L'Assemblea Ciutadana és l'òrgan amb més autoritat en aquesta organització reticular. Aquesta està conformada pel conjunt de la ciutadania inscrita en Podem, actualment, al voltant de 350.000 persones. És l'espai on es prenen les decisions importants (eleccions primàries, eleccions a càrrecs interns, estratègia política, programa...) i on tots els inscrits participen de forma directa. Els únics requisits per participar, segons es plantegen en la pàgina web de l'organització política, són: tenir més de divuit anys; comprometre's en la construcció de Podem i acceptar el Codi Ètic.

### Cercles

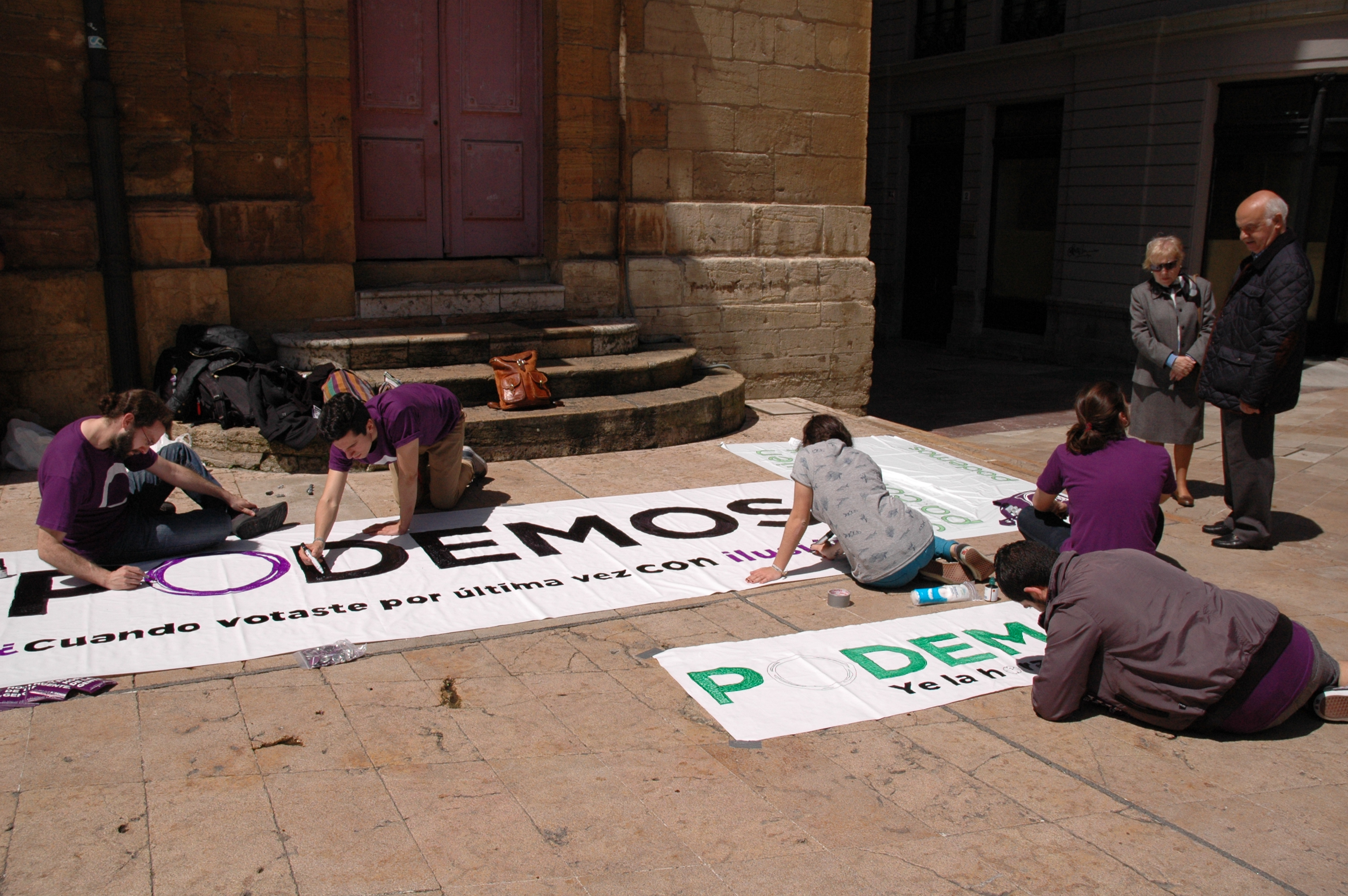
Activistes de Podemos a Oviedo durant la precampanya de les eleccions europees de 2014.

Els cercles són agrupacions voluntàries i obertes de persones que convergeixen, i que se sustenten en la democràcia i en la participació. Existeixen dos tipus de cercles: els territorials, que pertanyen a un territori determinat, i els sectorials, que treballen en una àrea programàtica o categoria professional. Posseeixen independència organitzativa sempre que respectin els documents aprovats per l'Assemblea Ciutadana. Qualsevol persona pot posar en funcionament un cercle i sol·licitar la seva validació, no fa falta estar inscrit o ser membre de Podem.

### Consell ciutadà
És un òrgan executiu col·legiat escollit mitjançant primàries obertes a la ciutadania. Desenvolupa les decisions adoptades per l'Assemblea Ciutadana i manté una constant rendició de comptes a la mateixa i als cercles amb mecanismes de participació directa.

### Secretaria General
El secretari o secretaria general es nomena mitjançant una elecció directa en primàries obertes a la ciutadania. Exerceix la representació política i institucional de Podem i assegura la coordinació entre les àrees executives del Consell Ciutadà, òrgan que alhora presideix.

### Comissió de Garanties Democràtiques
La Comissió de Garanties Democràtiques és l'òrgan encarregat de vetllar pel respecte als drets dels inscrits en Podem i pels principis fonamentals i les normes de funcionament de l'organització. La componen membres escollits de forma directa i independent en primàries obertes a la ciutadania.

## Podem Catalunya
A les primàries de juliol de 2016,  Albano Dante Fachin es va convertir en el Secretari General de Podem Catalunya amb la candidatura Ho Podem Tot. La nova direcció s'ha imposat com a objectiu reconstruir Podem de baix a dalt, apostant pel municipalisme i fomentant al màxim la participació, després que la paràlisi dels últims mesos deixés sense veu a Podem arran de la dimissió a l'octubre de 2015 de l'anterior Secretària General, Gemma Ubasart, i renovant la seva cúpula amb tres diputats (Albano Dante Fachin, Joan Giner, Jéssica Albiach), tres edils (Laura Haba, Enver Aznar, Jesús Sánchez) i altres membres sense experiència institucional
Com a conseqüència de la intervenció i la destitució de càrrecs a la Generalitat de Catalunya per la proclamació d'independència (article 155 de la Constitució Espanyola), l'empresonament d'activistes i de bona part del Govern de Catalunya, i l'exili del President i la resta del Govern, Fachin pren una posició de defensa dels drets civils, tot i mantenint la defensa de la unitat de l'Estat. Amb tot, la direcció estatal de Podemos considera que és excessivament propera als partits independentistes, i obre un procés de destitució del líder. El 6 de novembre de 2017 va dimitir com a secretari general de Podem a Catalunya.
El abril de 2018 Xavier Domènech i Sampere va ser nomenat a la Secretaria General de Podem a Catalunya, proposta ben vista per Pablo Iglesias. però el 4 de setembre de 2018 va anunciar que dimitia com a president del grup parlamentari, deixava l'acta de parlamentari i renunciava a secretari general de Podem. El 24 de setembre de 2018 Noelia Bail García va ser elegida nova secretària general en una votació ajustada per només 19 vots contra Jaume Durall en una elecció interna en què participaria el 12% dels inscrits en el partit, i en juny de 2020, Concepción Abellán Carretero es va imposar coordinadora autonòmica de Podem Catalunya en votació a Bail.
A les eleccions al Parlament de Catalunya de 2021 es va presentar en la coalició En Comú Podem-Podem en Comú amb Jéssica Albiach, de Catalunya en Comú com a cap de llista, i a les eleccions al Parlament de Catalunya de 2024 Podem va decidir no repetir la coalició, ni presentar-se. Abellan va dimitir en 13 de novembre de 2024, sent rellevada per María Pozuelo Castro, escollida en primàries el 28 de juny de 2025.

## Delegació Internacional

### Podem Andorra

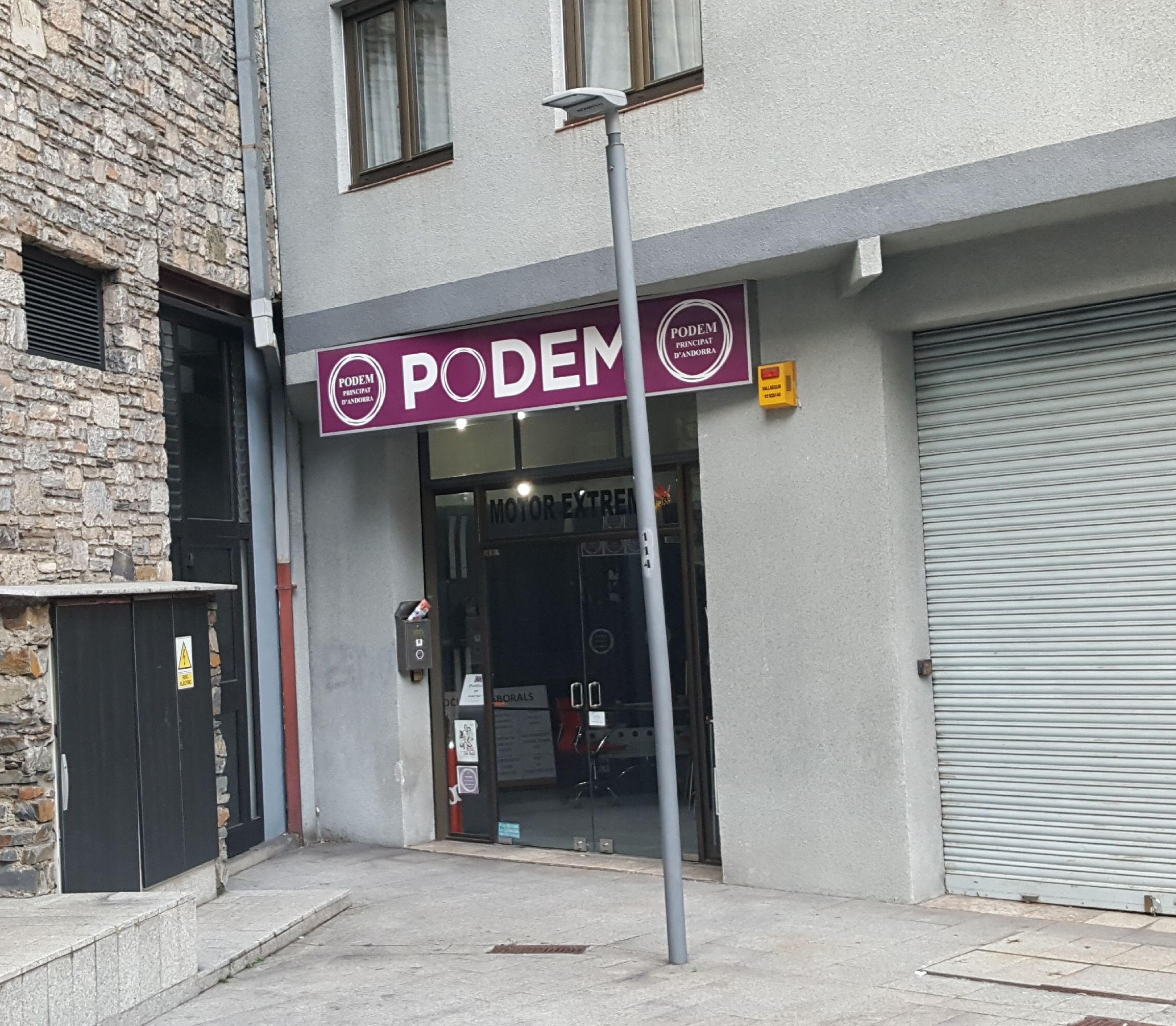
Seu de Podem al Principat d'Andorra

El 2014 la premsa andorrana informava que s'havia creat la plataforma Podemos Andorra impulsada per Joan Seguí. El partit va descartar presentar-se a les Eleccions Generals del 2015 «perquè és massa d'hora i encara estan treballant [des de Podemos Espanya] per legalitzar el moviment», i després de descartar presentar-se a les eleccions generals d'Andorra del 2019, es va dissoldre en 2021 per manca de militància.